# Liancalomina
Liancalomina är ett släkte av tvåvingar. Liancalomina ingår i familjen styltflugor.
Kladogram enligt Catalogue of Life:
| Liancalomina | \| \| Liancalomina fasciata \| \| \| \| \| \| Liancalomina gracilipes \| \| \| \| |
|              | \| \| Liancalomina fasciata \| \| \| \| \| \| Liancalomina gracilipes \| \| \| \| |
|              | Liancalomina fasciata                                                             |
|              |                                                                                   |
|              | Liancalomina gracilipes                                                           |
|              |                                                                                   |